# Bronscheiding

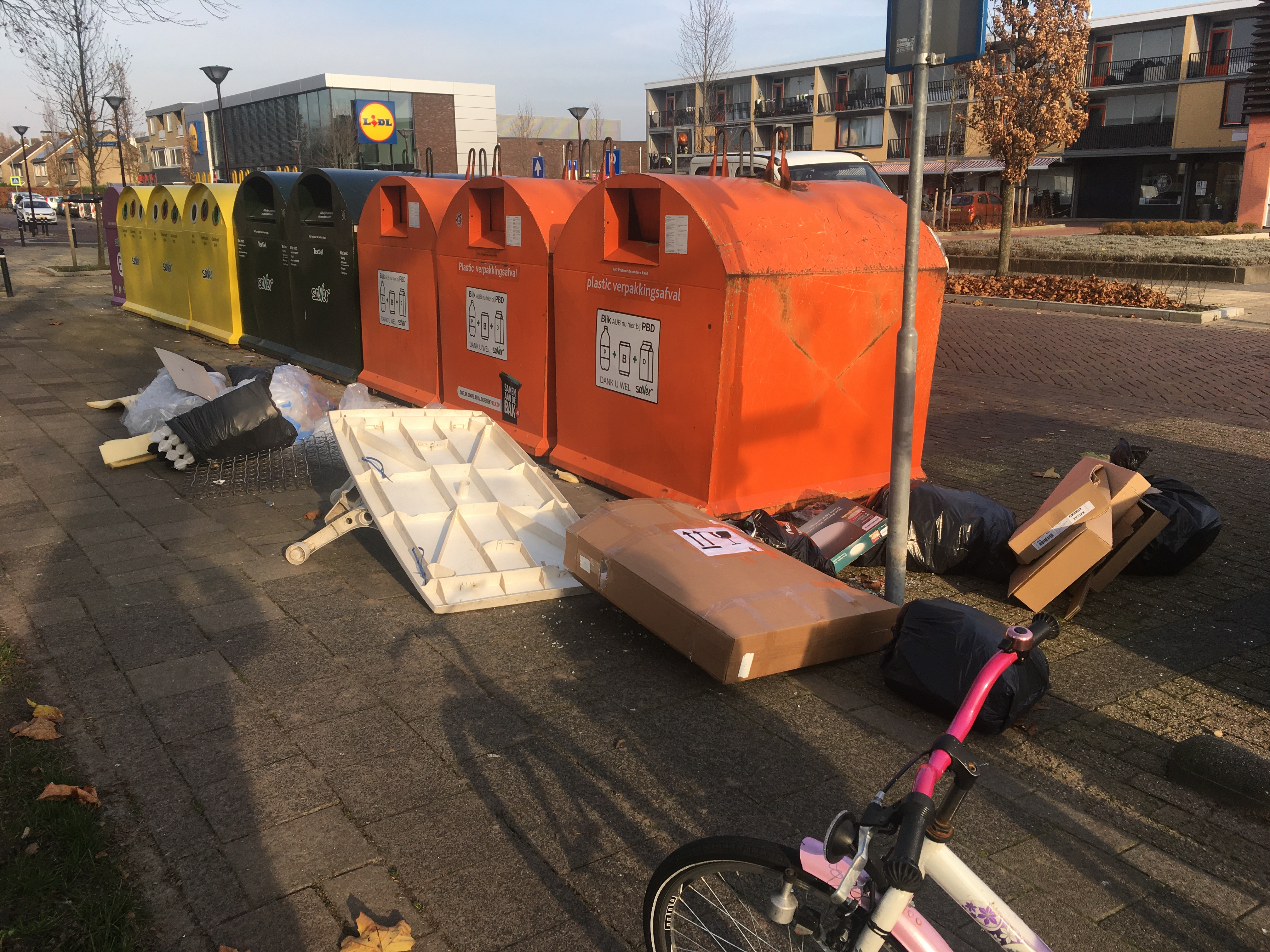
Containers voor de brongescheiden inzameling van plastic, kleding en glas in gemeente Halderberge

Bronscheiding of voorscheiding is het scheiden van afval voordat het wordt ingezameld. Er zijn verschillende systemen in omloop. Lompen werden van oudsher al ingezameld door de voddenman en schillen door de schillenboer. Hetzelfde gold voor oud papier. In 1972 volgde de eerste glasbak in Nederland en in 1981 werd de eerste glasbak in Vlaanderen geplaatst.
Later, in het streven naar een circulaire economie, ontstonden systemen als diftar en omgekeerd inzamelen.
Bronscheiding is het tegenovergestelde van nascheiding waarbij de afvalstromen worden gescheiden nadat ze zijn ingezameld. Vanwege de nadelen van bronscheiding is nascheiding in opmars.

## Werking
Bij bronscheiding worden de verschillende afvalstromen gescheiden door de partij waarbij het afval ontstaat. Dat kan zijn bij een particulier maar ook bij een bedrijf of andere rechtspersoon. Recycleerbare materialen als glas, blik, metaal, papier- en kartonafval, kunststof verpakkingen of gft worden apart ingezameld waarna een reststroom in de vuilnisbak terechtkomt.

## Nadelen
Afval dat bij de bron goed is gescheiden, zou in theorie relatief schoon moeten zijn omdat het niet in aanraking is geweest met andere afvalstromen. Echter, om het scheiden van afval te stimuleren is er vaak een drempel opgeworpen voor het inleveren van restafval, zoals het geval is bij diftar. In dat geval blijkt ook zulk afval vervuild te zijn. Nadeel is dat het apart inzamelen van deze reststromen extra vervoersbewegingen met zich mee brengt ten opzichte van het als één stroom afvoeren van afval. Ook dient de burger veel verschillende containers, zakken en kratten te kunnen bergen en wordt de ophaalfrequentie soms verlaagd. Gaat bronscheiding gepaard met diftar, een systeem waarbij de gebruiker voor het inleveren van restafval moet betalen, dan bevordert bronscheiding het dumpen van afval om heffingen te ontwijken.

## Bronscheiding combineren met nascheiden
Bronscheiding blijft de aangewezen oplossing voor grondstoffen die niet of slecht nagescheiden kunnen worden zoals papier en organisch afval. In de grote steden Amsterdam, Utrecht en Rotterdam worden bron- en nascheiding daarom gecombineerd: plastic, blik en drankkartons kunnen bij het restafval maar papier, GFT en glas dienen nog steeds gescheiden te worden ingeleverd.